# Ellends
Ellends ist eine Ortschaft und eine Katastralgemeinde der Gemeinde Groß-Siegharts im Bezirk Waidhofen an der Thaya in Niederösterreich  mit 94 Einwohnern (Stand 1. Jänner 2024).

## Geografie
Das Dorf zwischen Groß-Siegharts und Seebs liegt an der Landesstraße L60, von der die L8038 abzweigt. Zur Ortschaft zählt auch die Lage Wildhof südlich des Seebsbaches, ein ehemaliges Forstgut. Am 1. April 2020 umfasste die Ortschaft 56 Adressen.

## Siedlungsentwicklung
Zum Jahreswechsel 1979/1980 befanden sich in der Katastralgemeinde Ellends insgesamt 62 Bauflächen mit 41.863 m² und 95 Gärten auf 49.107 m², 1989/1990 gab es 61 Bauflächen. 1999/2000 war die Zahl der Bauflächen auf 115 angewachsen und 2009/2010 bestanden 64 Gebäude auf 148 Bauflächen.

## Geschichte
Im Jahr 1822 wurde der Ort als Dorf mit 34 Häusern genannt, das nach Groß-Siegharts eingepfarrt war, wohin auch die Kinder eingeschult wurden. Die Herrschaft Großsiegharts besaß die Ortsobrigkeit, übte die Landgerichtsbarkeit aus, besorgte die Konskription und hatte die Grundherrschaft inne.
Im Franziszeischen Kataster von 1823 wird sowohl der Ort Ellends als auch der Wildhof bezeichnet.
Laut Adressbuch von Österreich waren im Jahr 1938 in der Ortsgemeinde Ellends ein Gastwirt, ein Gemischtwarenhändler, ein Schmied, ein Schuster und mehrere Landwirte ansässig. Weiters gab es beim Ort eine Ziegelei. Im Rahmen der Niederösterreichischen Kommunalstrukturverbesserung trat die damalige Ortsgemeinde Ellends per 1. Jänner 1971 der Gemeinde Groß-Siegharts bei.

## Bodennutzung
Die Katastralgemeinde ist landwirtschaftlich geprägt. 424 Hektar wurden zum Jahreswechsel 1979/1980 landwirtschaftlich genutzt und 388 Hektar waren forstwirtschaftlich geführte Waldflächen. 1999/2000 wurde auf 420 Hektar Landwirtschaft betrieben und 390 Hektar waren als forstwirtschaftlich genutzte Flächen ausgewiesen. Ende 2018 waren 410 Hektar als landwirtschaftliche Flächen genutzt und Forstwirtschaft wurde auf 396 Hektar betrieben. Die durchschnittliche Bodenklimazahl von Ellends beträgt 39,5 (Stand 2010).